# Sophronica uniformis
Sophronica uniformis là một loài bọ cánh cứng trong họ Cerambycidae.